# Styrelsen for Slotte & Kulturejendomme
Styrelsen for Slotte & Kulturejendomme (SLKE)  var en dansk styrelse, der 1. januar 2016 blev sammenlagt med Kulturstyrelsen under navnet Slots- og Kulturstyrelsen.
Styrelsens opgave var at vedligeholde, udvikle og formidle statens slotte og haver. SLKE var placeret under Kulturministeriet og blev dannet den 3. oktober 2011.
I forbindelse med regeringen Helle Thorning-Schmidts tiltræden, skiftede en række opgaver fra den nu nedlagte Slots- og Ejendomsstyrelsen ressortområde. Kontorlokaler blev flyttet til den nyoprettede Bygningsstyrelse under Klima-, Energi- og Bygningsministeriet, mens slotte og haver blev flyttet til Kulturministeriet.
Her dannede man Styrelsen for Slotte og Kulturejendomme med den tidligere økonomidirektør i Slots- og Ejendomsstyrelsen, Anders V. Møller, som direktør.

## Ansvarsområde
SLKE havde ansvaret for cirka 30 ejendomme på i alt cirka 350.000 m2. Det drejede sig blandt om Christiansborg Slot, Rosenborg Slot, Kronborg, Fredensborg Slot, Amalienborg, Bernstorff Slot, Eremitageslottet, Gråsten Slot, Koldinghus, Nyborg Slot, Sønderborg Slot, Aalborghus Slot, Spøttrup Borg og Sorgenfri Slot.
Dertil kommer en række haver på i alt 500 hektar herunder Bernstorff Slotshave, Gråsten Slotshave, Søndermarken, Frederiksberg Have, Frederiksborg Slotshave, Fredensborg Slotshave og Kongens Have. Styrelsen beskæftiger over 300 medarbejdere. I 2014 var der over 593.000 besøgende på SLKE’s besøgssteder. Per 1/1 2016 blev Styrelsen for Slotte og Kulturejendomme sammenlagt med Kulturstyrelsen. Nyt navn til den samlede styrelse bliver Styrelsen for Slotte og Kultur.

## Nye Besøgsteder
Siden 2011 har SLKE åbnet en række nye besøgsteder for offentligheden. I 2013 åbnede det nyistandsatte Eremitageslot for besøgende, og i 2014 åbnede Kongernes Lapidarium i Christian d. IV’s Bryghus

## Bygningsvedligeholdelse af kulturejendomme
Som en del af SLKE's opgaver overtog man ansvaret for vedligeholdelsen af 10 kulturinstitutioners ejendomme i Danmark med et samlet areal på ca. 450.000 m2. Det drejer sig om Danmarks Kunstbibliotek, Dansk Jagt- og Skovbrugsmuseum, Den Hirschsprungske Samling, Det Kongelige Bibliotek, Det Kongelige Teater, Kunstakademiet, Billedkunstskolerne, Nationalmuseet, Ordrupgaard og Statens Museum for Kunst.
Bygningerne ejes fortsat af kulturinstitutionerne, som selv sørger for finansieringen, men SLKE varetager den løbende bygningsdrift. Formålet er at skabe stordriftsfordele, der giver mere kultur for pengene.